# Протест у Владикавказі 20 квітня 2020
Протест у Владикавказі 20 квітня 2020 — мітинг, який відбувся у Владикавказі 20 квітня 2020 року. Цей мітинг став першою масовою несанкціонованою акцією протесту в Росії проти режиму самоізоляції та карантину, встановленого у зв'язку з епідемією коронавірусної хвороби.

## Хронологія
Ініціатором проведення мітингу став осетинський громадський діяч та оперний співак Вадим Чельдієв, який напередодні, 17 квітня звернувся до жителів міста вийти на народний схід, та закликав саботувати режим самоізоляції. Чельдієв звинуватив владу у брехні, та стверджував, буцімто епідемія коронавірусу вигадана владними структурами для порушення прав і свобод громадян.
Вадима Чельдієва арештували 17 квітня в Санкт-Петербурзі за заклики порушувати режим самоізоляції за статтею «публічне поширення завідомо неправдивої інформації про обставини, які представляють загрозу життю та безпеці громадян». Після арешту Чельдієва етапували до Владикавказу.
Близько 12 години дня близько тисячі осіб, порушуючи режим самоізоляції, введений у Північній Осетії для боротьби з поширенням коронавірусної хвороби, зібрались біля пам'ятника Герою Радянського Союзу Іссі Плієву, пройшли через Чавунний міст, пізніше через площу Штиба та вулицю Гаппо Баєва, та вийшли на мітинг на площу Свободи, де розміщені будівлі уряду та парламенту Північної Осетії. Як тільки основна маса мітингарів зібралась на площі, правоохоронні органи оточили площу з боку вулиць Гаппо Баєва, Мордовцева, проспекту Миру та вулиці Чермена Баєва.
Згідно частини джерел, кількість протестувальників на площі Свободи склало близько 1500 осіб. За твердженням державних органів, у мітингу брали участь близько 200 осіб. Протестувальники викрикували лозунги із закликом до відставки Вячеслава Бітарова та звільнення з ув'язнення Вадима Чельдієва.
Протестувальники висунули наступні умови до влади:
- Відправити у відставку весь склад уряду Північної Осетії[3] до 8 травня[5]
- Негайно розпустити парламент Північної Осетії.
- Негайно відправити у відставку главу республіки.
- Призначити тимчасовий уряд під керівництвом Віталія Калоєва.[10]
- Призначити у найкоротші терміни дострокові вибори глави республіки і парламенту.

До мітингарів вийшов глава Північної Осетії Вячеслав Бітаров. З протестувальниками також спілкувався депутат Державної думи Росії Артур Таймазов. Під час перемовин Вячеслав Бітаров погодився створити ініціативну групу з п'яти членів для взаємодії з урядом Північної Осетії. Біля 15 години Вячеслав Бітаров покинув площу.
До 15 години на площу прибули додаткові підрозділи поліції та Росгвардії. Біля 17:30 правоохоронні органи розпочали відтісняти протестувальників убік вулиці Чермена Баєва. Деякі співробітники спецпідрозділів поліції та Росгвардії відмовились розганяти людей, та поступились мітингарям частиною площі. Близько 18:00 спецпідрозділ поліції розпочав розганяти мітингувальників за допомогою кийків. У цей час протест перейшов до активної фази, під час якої мітингарі розпочали кидати каміння у працівників поліції, які оточували мітингарів з боку вулиці Чермена Баєва. 13 співробітників правоохоронних органів отримали травми.
До вечора чисельність протестувальників зросла до трьох тисяч осіб. Міністр внутрішніх справ Північної Осетії Михайло Скоков закликав мітингарів розійтись та пізніше наказав застосувати спеціальні засоби для розгону протесту.

## Наслідки
Під час проведення акції протесту затримано 69 осіб, арештовано 14 осіб. Після мітингу Вадим Чельдієв оголосив голодування. Йому. як ідейному натхненнику акції, висунуті звинувачення за статтею 207.1 Карного кодексу Росії («Поширення завідомо неправдивої інформації») та частини 1 статті 318 Карного кодексу Росії («Застосування насилля до представників органів влади»).
Неодноразово згадуваний під час мітингу депутат парламенту Північної Осетії Віталій Калоєв відмовився прийнять сторону протестувальників, та назвав мітинг провокацією та авантюризмом.
22 квітня 2020 року суд призначив адміністративний арешт на 15 діб 46 учасникам мітингу.
Прес-секретар президента Росії Дмитро Пєсков заявив, що акція у Владикавказі була незаконною та може призвести до негативних наслідків з епідеміологічної точки зору та додав, що владі Північної Осетії слід прислухатися до людей..
27 квітня кількість офіційно виявлених інфікованих коронавірусом у Північній Осетії за день збільшилась на 148 осіб (на 37 %), що прес-служба Роспотребнадзору в тому числі пов'язувала з мітингом 20 квітня.